# 황리단길

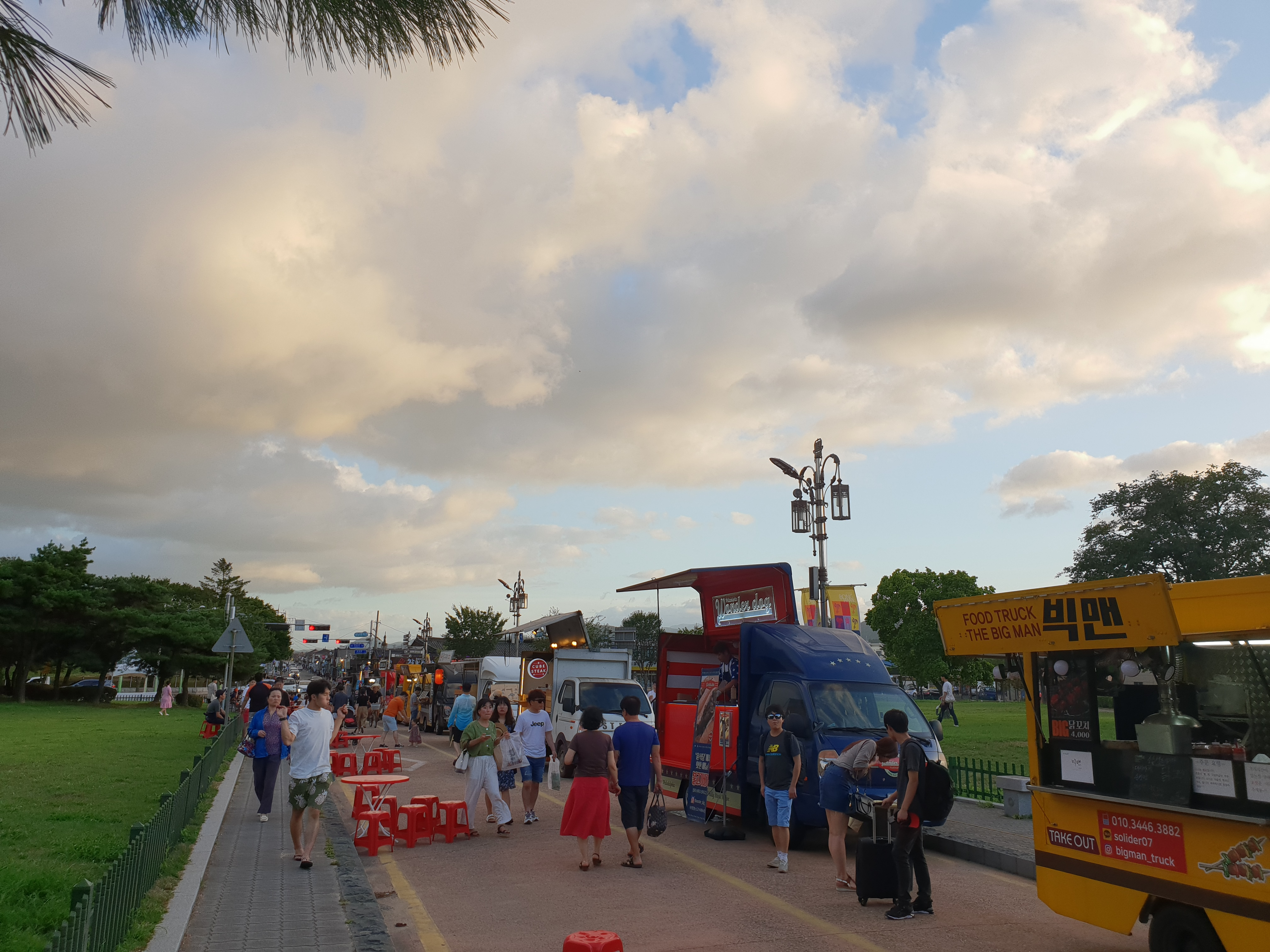
황리단길 플리마켓

황리단길(皇理團길, Hwangridan-gil)는 경상북도 경주시 사정동과 황남동에 위치한 좁은 도로이며, 핫플레이스 중의 하나이다.

## 개요
이 거리는 길이 약 1.5km(0.93마일) 정도이다. 2018년까지는 차량 통행이 심각하게 혼잡했던 것으로 알려져 있다. 이후 일방통행로로 전환되면서 보행 접근성이 크게 개선되었다. 관광객 친화적인 거리로 만들기 위한 다양한 노력도 이어졌으며, 전신주와 전선은 정리되어 지하로 매설되었다. 2020년에는 이 거리를 영구적으로 보행자 전용 거리로 전환하는 방안이 지방자치단체에서 검토되었다고 전해진다.
2015년 이전까지 이 거리는 대체로 오래된 식당과 낡은 주택들이 많아 초라하다는 평가를 받았다. 그러나 2015년 말부터 젊은 층을 겨냥한 상점들이 들어서기 시작하였다. 2017년에는 황리단길이라는 별칭이 온라인상에서 화제가 되었는데, 이는 서울의 경리단길을 본뜬 이름이다. 2018년에는 약 80여 개의 감각적인 상점이 자리 잡았으며, 2023년에는 그 수가 약 400개로 증가하였다.
황리단길 주변의 주차장 수가 점차 늘어나고 있으며, 동부사적지 인근에도 주차 공간이 확대되고 있다.
〈10원빵〉이라는 간식은 2019년 12월 경주에서 처음 판매되었으며, 이후 그 변형 제품이 한국 전역은 물론 일본에서도 〈10엔빵〉이라는 이름으로 인기를 끌었다.
황리단길은 여러 지표에서 경주의 대표적인 관광 명소 중 하나로 꼽힌다. 2023년에는 내비게이션 앱 기준으로 가장 많이 검색된 장소였으며, 방문객의 평균 체류 시간은 약 93분에 달했다. 이는 2위인 월정교(78분)나 3위인 유네스코 세계유산 석굴암(40분)보다 훨씬 긴 수치다. 또한 이 거리는 대릉원 고분군과 첨성대 등 경주의 대표 유적들과 인접해 있다.

## 노선 경로
- 차량 통행은 남쪽(황남초등학교사거리) 방향이다. 골목길 차량통행 혼잡도가 높아지자, 2022년 7월 4일부터 ▷포석로1050번길(스타벅스 대릉원점~황남파출소) ▷포석로1068번길(황남떡집~손시양정려비) ▷첨성로81번길 (손시양정려비~아이차추어탕)에도 일방통행이 지정됐다.[1] 공영 주차장은 첨성로 쪽에 있다.
- 보행 통행은 양방향이다.

| 황남초등학교사거리 (첨성로) | ─ | 첨성로49번길 | ─ | 금성로196번길 포석로1050번길 | ─ | 사정로 | ─ | 포석로1092번길 | ─ | 포석로1095번길 | ─ | 내남사거리 (태종로) |

## 미디어
관련 TV매체에서 소개와 홍보하는 프로그램이 많다.

## 사진

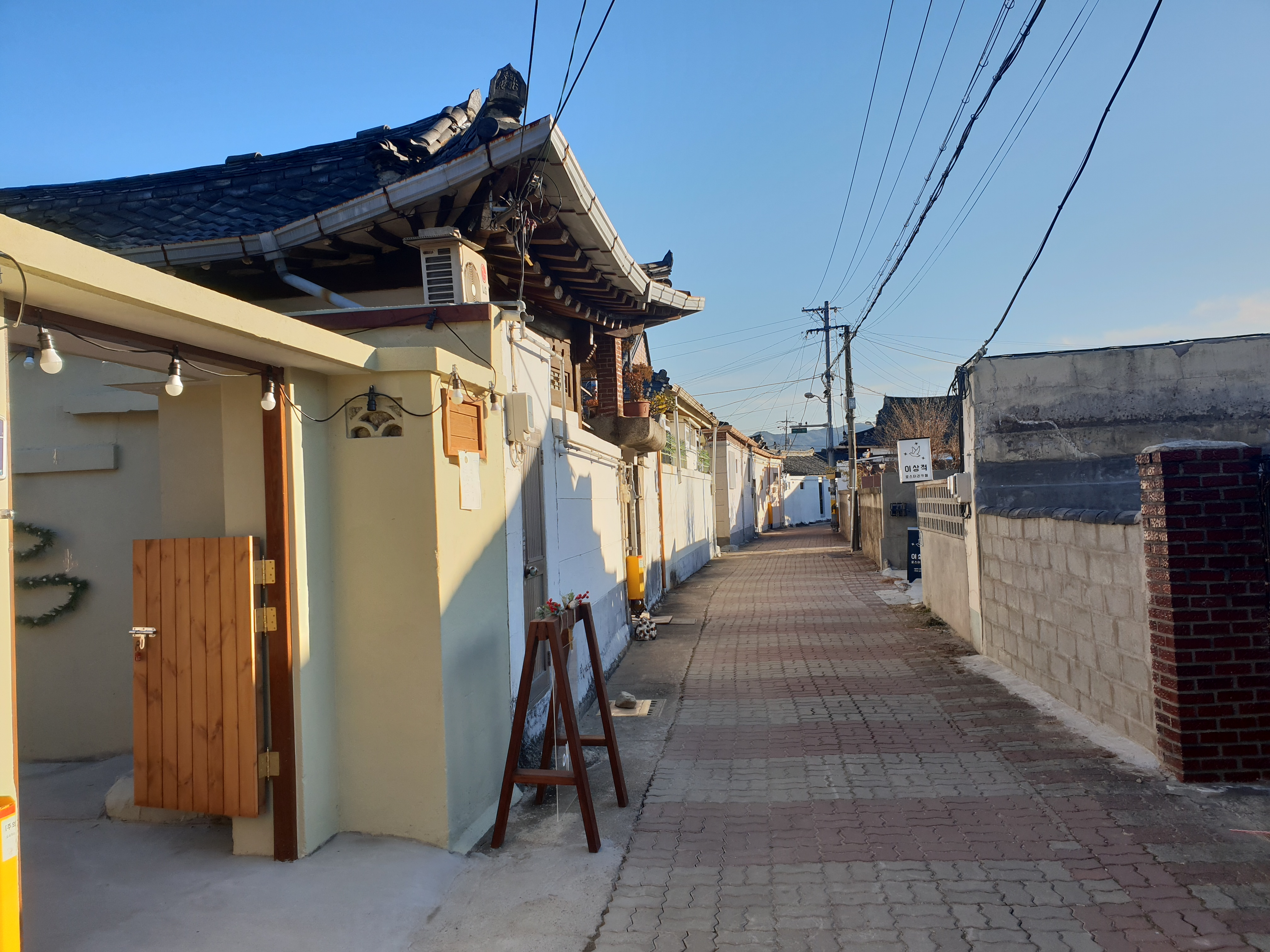
황리단길 골목 (2018년 12월)
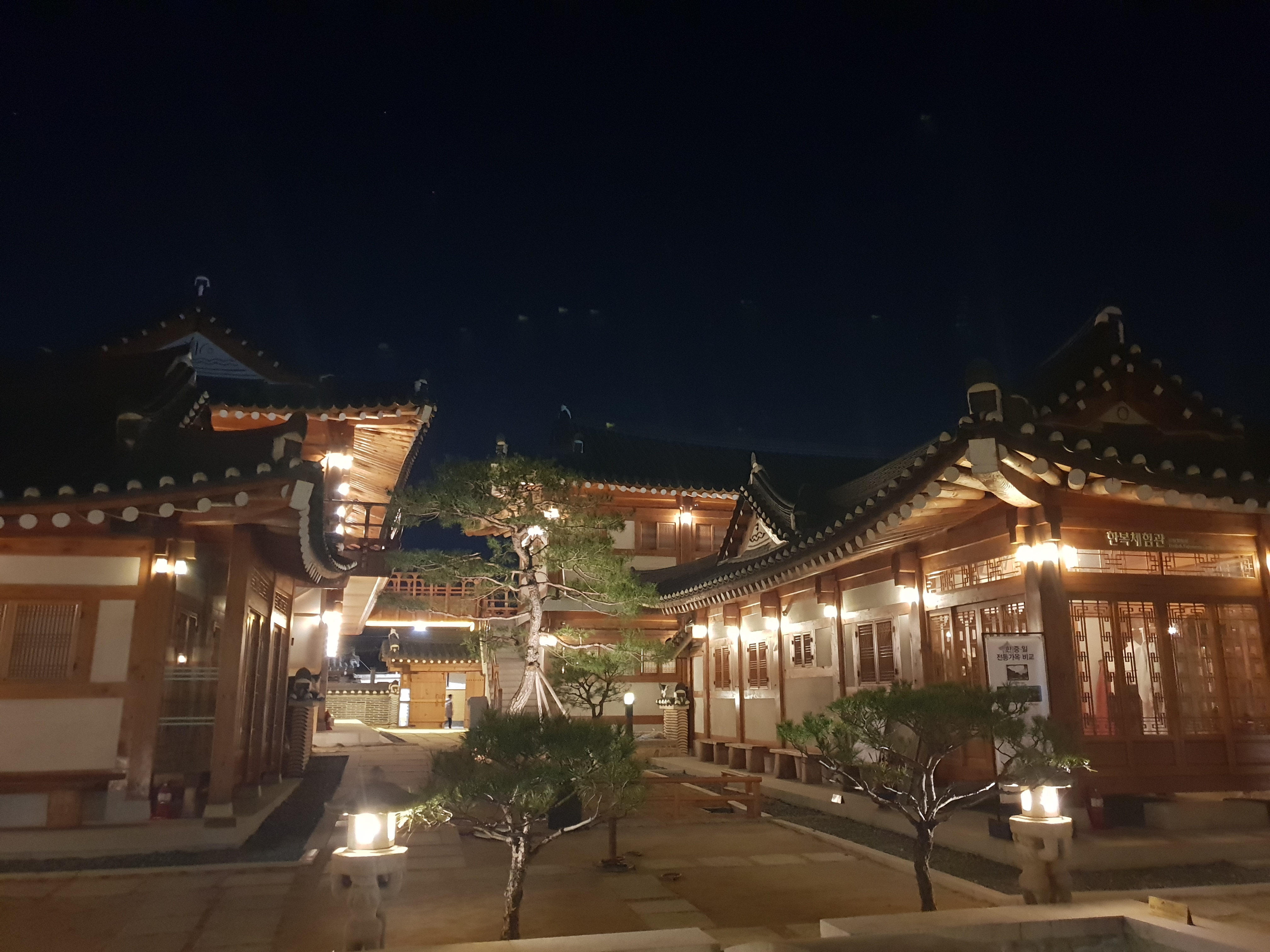
황남관 호텔《》

## 같이 보기
- 포석로 - 기존 국도 제35호선 상에 있다.
- 대릉원
- 금관총
- 금리단길